# برت کاوانا
برت کاوانا یا کَوِنا (‎/ˈkævənɔː/‎ و انگلیسی: Brett Kavanaugh؛ زادهٔ ۱۲ فوریهٔ ۱۹۶۵) وکیل و قاضی آمریکایی است که هم‌اکنون به عنوان یکی از قضات دستیار دیوان عالی ایالات متحده فعالیت می‌کند.
او پیشتر تا اکتبر ۲۰۱۸ قاضی دادگاه استیناف حوزه ناحیه کلمبیای ایالات متحده آمریکا بود. او در دوره رئیس‌جمهور جرج دابلیو بوش در دفتر اجرایی رئیس‌جمهور آمریکا، دبیر کارکنان بود. او توسط دونالد ترامپ رئیس‌جمهور آمریکا به عنوان نامزد عضویت در دیوان عالی ایالات متحده آمریکا انتخاب شده‌است، او پس از تصمیم آنتونی کندی برای بازنشستگی در سن ۸۱ سالگی منتخب این عنوان شده‌است.
کونا با افتخار کوم لود از کالج ییل با مدرک تاریخ آمریکا فارغ‌التحصیل شد. پس از فراغت از تحصیل در مدرسه حقوق ییل فعالیت خود را به عنوان کاراموز حقوقی نزد قاضی کنت استار شروع کرد. پس از شروع به کار استار به عنوان بازرس ویژه کونا از او پیروی کرد و به او در تحقیقات در خصوص رئیس‌جمهور بیل کلینتون، از جمله تدوین گزارش استار که استیضاح کلینتون را توصیه کرد یاری رساند. پس از انتخابات ریاست‌جمهوری سال ۲۰۰۰ و پیروزی جرج دابلیو بوش (که کونا در ستاد انتخاباتی او کار می‌کرد) او به دولت پیوست و به عنوان دبیر کارکنان کاخ سفید و از شخصیت‌های اصلی مشغول به شناسایی و تأیید نامزدهای قضاوت فعالیت کرد.
رئیس‌جمهور بوش در سال ۲۰۰۳ کونا را به عنوان قاضی استیناف شعبه دی سی نامزد کرد. تأیید او به خاطر اتهامات حزبی گرایی سه سال معطل شد تا این که با رشته مذاکراتی بین سناتورهای دو حزب او در سال ۲۰۰۶ رای اعتماد گرفت.
رئیس‌جمهور دونالد ترامپ در ۱۹ ژوئیه ۲۰۱۸ کونا را برای جانشینی آنتونی کندی قاضی دیوان عالی نامزد کرد. او در ۶ اکتبر ۲۰۱۸ با رای ۵۰ به ۴۸ سنا تأیید شد و همان روز به عنوان قاضی سوگند ادا کرد.

## اتهامات آزار جنسی
- مورد Christine Blasey Ford

در تاریخ ۱۶ سپتامبر ۲۰۱۸ شخصی به نام کریستین بلازی فورد (Christine Blasey Ford) پروفسور دانشگاه پالو آلتو (Palo Alto) کاوانا را به سوئ استفاده جنسی نسبت به خودش در زمانی که در دوران دبیرستان فورد ۱۵ ساله و کاوانا ۱۷ ساله بوده متهم کرد.
فورد به این نکته اشاره کرده‌است که در اوایل ۱۹۸۰ وقتی او و کاوانا نوجوان بوده‌اند، کوانا و دوست اون مارک جاج فورد را در اتاق خواب خانه‌ای در یک مهمانی گیر انداخته‌اند.
بنا به گفته‌های فورد کاوانا او را به تخت بسته و بدنش را لمس (دستمالی) کرده‌است، همچنین تلاش کرده تا لباس‌هایش را از تن او در بیاورد و هنگامی که فورد تلاش کرده تا فریاد بزند، کاوانا دست‌هایش را بر روی دهان فورد گذاشته.
فورد اظهار داشته که از این می‌ترسیده که در این تجاوز کاوانا سهواً باعث کشته شدن فورد شود.
وکیل فورد Debra Katz اظهار داشت که فورد بر این عقیده است که مورد تجاوز قرار گرفته‌است.
- مورد مربوط به Deborah Ramirez

Ronan Farrow و Jane Mayer در تاریخ ۲۳ سپتامبر ۲۰۱۸ در روزنامه نیویورکر مطلبی را در مورد متهم کردن کاوانا به تجاوز جنسی به چاپ رساندند.
Deborah Ramirez در دانشگاه Yale همراه با کاوانا حضور داشته‌است ادعا کرده که در سال تحصیلی ۱۹۸۳–۱۹۸۴ کاوانا به صورت برهنه آلت تناسلی خود را به سمت Deborah Ramirez در حالی که هر دو مست بوده‌اند گرفته‌است.

## تدریس و دانشوری
کاوانا درس‌هایی را در مدرسه حقوق هاروارد از سال ۲۰۰۸ تا ۲۰۱۵، در زمینه تفکیک قوا، در زمینه دیوان عالی بین ۲۰۱۴ و ۲۰۱۸ و در در حقوق روابط خارجی و امنیت ملی در مدرسه حقوق ییل در سال ۲۰۱۱ و در زمینه تفسیر قانون اساسی در مرکز حقوقی دانشگاه جرج‌تاون در سال ۲۰۰۷ تدریس کرده‌است. کاوانا همچنین از سال ۲۰۰۹ به عوان مدرس حقوق سمیوئل ویلیستن در مدرسه حقوق هاروارد معرفی شده‌است.

## انتشارات
- Note, "Defense Presence and Participation: A Procedural Minimum for Batson v. Kentucky Hearings", 99 Yale Law Journal 187 (1989)
- "The President and the Independent Counsel", 86 The Georgetown Law Journal 2133 (1998)
- "First Let Congress Do Its Job; A Deep Structural Flaw in the Independent Counsel Statute", The Washington Post A27 (۲۶ فوریه ۱۹۹۹)
- "We All Supported Kenneth Starr", The Washington Post A28 (۱ ژوئیه ۱۹۹۹)
- "Letter to the Editor: Starr Report", The New York Times, (۱ اوت ۱۹۹۹)
- "Indictment of an Ex-President?" (with Robert J. Bittman), The Washington Post A12 (۳۱ اوت ۱۹۹۹)
- Are Hawaiians Indians? The Justice Department Thinks So., The Wall Street Journal A35 (۲۷ سپتامبر ۱۹۹۹)
- "To Us, Starr Is an American Hero" (with Robert J. Bittman and Solomon J. Wisenberg), The Washington Post A23 (۱۵ نوامبر ۱۹۹۹)
- "Separation of Powers during the Forty-Fourth Presidency and Beyond", 93 Minnesota Law Review 1454 (2009), video of speech available at the Star Tribune
- "A Dialogue with Federal Judges on the Role of History in Interpretation", 80 The George Washington International Law Review 1889 (2012)
- "The Courts and the Administrative State", 64 Case Western Reserve Law Review 711 (2014), video of speech available at YouTube
- "Our Anchor for 225 Years and Counting: The Enduring Significance of the Precise Text of the Constitution", 89 Notre Dame Law Review 1907 (2014)
- "Fixing Statutory Interpretation", 129 Harvard Law Review 2118 (2016)
- "The Judge as Umpire: Ten Principles", 65 Catholic University Law Review 683 (2016), video of speech available at YouTube
- Law of Judicial Precedent (St. Paul: Thomson Reuters, 2016) (one of 13 co-authors)
- "One Government, Three Branches, Five Controversies: Separation of Powers Under Presidents Bush and Obama", Marquette Lawyer Magazine, Fall 2016
- "Two Challenges for the Judge as Umpire: Statutory Ambiguity and Constitutional Exception", 92 Notre Dame Law Review 1907 (2017)
- "From the Bench: The Constitutional Statesmanship of Chief Justice William Rehnquist", مؤسسه امریکن انترپرایز (2017), video of speech available at YouTube
- "Congress and the President in Wartime", Lawfare (blog) ۲۸ نوامبر ۲۰۱۷ (book review)